# Yeşilbağlar, Pendik
Yeşilbağlar là một xã thuộc huyện Pendik, tỉnh Istanbul, Thổ Nhĩ Kỳ.